# Двајт Мишон (Оклахома)
Двајт Мишон (енгл. Dwight Mission) насељено је место без административног статуса у америчкој савезној држави Оклахома.

## Демографија
По попису из 2010. године број становника је 55, што је 23 (71,9%) становника више него 2000. године.
| Група             | 2000.      | 2010.      |
| Белци             | 22 (68,8%) | 32 (58,2%) |
| Афроамериканци    | 0 (0,0%)   | 0 (0,0%)   |
| Азијати           | 0 (0,0%)   | 3 (5,5%)   |
| Хиспаноамериканци | 0 (0,0%)   | 0 (0,0%)   |
| Укупно            | 32         | 55         |